# ویولتا پارا
ویولتا پارا (اسپانیایی: Violeta Parra‎; زاده ۴ اکتبر ۱۹۱۷ – درگذشته ۵ فوریهٔ ۱۹۶۷) با تلفظِ اسپانیولیِ «بیوله‌تا پارّا»؛ یک فولکلوریست، موسیقی‌شناس قومی، خواننده و ترانه‌سرای مشهور اهل شیلی بود.
او یکی از پیشگامان «ترانه‌سرایی نوین» در شیلی بود که به نوعی، تجدید و بازسازی موسیقی فولکلور شیلی محسوب می‌شد و دایرهٔ تأثیرگذاری آن به خارج از مرزهای شیلی هم گسترده شد. ویولتا پارا به همراه آتاهوآلپا یوپانکی، دو موسیقی‌دانی هستند که ترانه‌سرایی آمریکای لاتین بیش از همه، مدیون آنهاست.
او در دوران جوانی سفرهای دور و دراز در شیلی انجام داد و به گردآوری ترانه‌ها و اشعار بومی آن کشور پرداخت. بعد از این دوران، به سرودن شعر و ترانه‌هایی روی آورد که نه سنتی بودند و نه روستایی؛ اما در عین حال، بازگوکننده زندگی روزمرهٔ مردم عادی شیلی بودند. در اشعار او نوعی صمیمیت و صداقت در بیان واقعیات زندگی وجود دارد که زیبایی خاصی به ترانه‌هایش داده‌است. شعرهای ویولتا پارا در بیشتر موارد، بیان احساسات و نگاه زنی است که پیش از هر چیز، با زندگی عاطفی خویش و روابطش با دنیای پیرامون درگیر است.
یکی از مشهورترین ترانه‌های او، «سپاس زندگی» نام دارد که با صدای مرسدس سوسا، جوآن بائز و الیس رجینا شهرت جهانی یافت.
ویولتا پارا در سال ۱۹۶۷ میلادی با شلیک گلوله‌ای به سر خود، خودکشی کرد.